# Вальдес (полуостров)
Вальде́с (исп. Península Valdés) — полуостров на атлантическом побережье Аргентины. Площадь — 3625 км². Соединяется с материком перешейком Карлос-Амегино. С севера вдаётся залив Сан-Хосе, с юга — Гольфо-Нуэво. Бо́льшая часть полуострова представляет собой незаселённую территорию. Имеется несколько солёных озёр, самое крупное из которых лежит на 40 метров ниже уровня моря. До недавнего времени оно считалось самой низкой отметкой на суше для Южной Америки. В настоящее время таковой считается уровень расположенного южнее солёного озера Лагуна-дель-Карбон на высоте 105 метров ниже уровня моря.
В 1999 году полуостров Вальдес включён в список Всемирного наследия ЮНЕСКО — в первую очередь за свою неповторимую и богатую фауну.
На побережье полуострова находятся колонии морских млекопитающих, таких как южный морской слон (Mirounga leonina) и ушастые тюлени. В заливе Нуэво (Golfo Nuevo), отделяющем полуостров от материковой Патогонии водятся южные киты (Eubalaena australis), также заплывают для размножения другие виды китов, потому что вода в заливе теплее и спокойнее, чем в открытом океане. У побережья водятся косатки. На суше обычны страусы нанду, гуанако, мара (известный, как патагонский заяц или патагонская морская свинка).
В 1958 и 1960 годах у южного побережья полуострова, в заливе Гольфо-Нуэво, кораблями ВМС Аргентины неоднократно фиксировались неопознанные подводные объекты, предположительно субмарины. Высказывались мнения, что это были американские или советские подводные лодки.

## Климат
Полуостров расположен между субтропическим поясом высокого давления и субполярной зоной низкого давления. Вальдес имеет полузасушливый климат.
- Голова южного гладкого кита возле лодки
- Магеллановы пингвины
- Ушастые тюлени
- На Пунта-Дельгаде
- Аргентинская лиса на полуострове